# Valdosaurus
Valdosaurus canaliculatus
Genre
Espèce
Valdosaurus (« lézard du Weald ») est un genre fossile de dinosaures ornitischiens de la famille des dryosauridés trouvé sur l'île de Wight et dans d'autres endroits en Angleterre. Il a vécu au Crétacé inférieur, et ses restes fossiles ont été découverts dans les sédiments du Wealdien déposés il y a environ entre 143,1 et 121,4 millions d'années.
Une seule espèce, considérée comme valide, est rattachée au genre : Valdosaurus canaliculatus.

## Historique et description

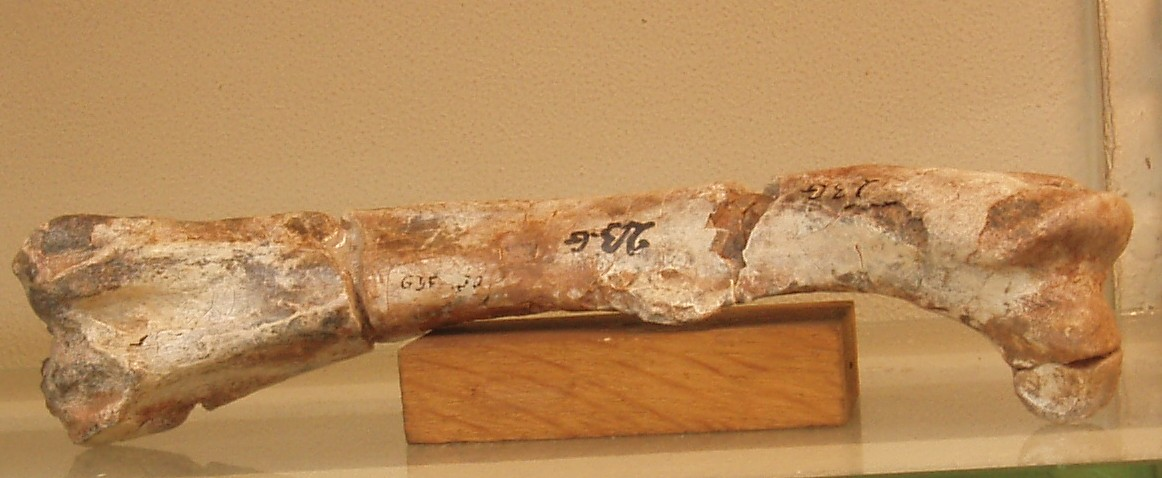
Fémur de Elrhazosaurus dans la Galerie de Paléontologie et d'Anatomie comparée, Paris.

V. canaliculatus n'est connu que par des fémurs, quelques éléments post-crâniens, des fragments de mandibule et des dents.
En 2009, P. M. Galton reprend l'étude des fossiles attribués à Valdosaurus. Il en conclut qu'aucun fossile trouvé hors d'Angleterre n'appartient au genre Valdosaurus. Les os de l'espèce nigérienne Valdosaurus nigeriensis sont réattribués à un nouveau genre : Elrhazosaurus.
Il souligne également que les fémurs holotypes sont de très petite taille (14 centimètres de long), conduisant à une taille estimée par G. S. Paul de l'animal de 1,20 mètre seulement.
Galton en conclut que ces fémurs appartenaient à un jeune Valdosaurus, et qu'à l'état adulte ceux-ci auraient atteint une taille de l'ordre de 50 centimètres, habituelle chez un ornithopode de taille moyenne.